# Alpha TV
Alpha TV est une chaîne de télévision commerciale privée grecque fondée en 1993. Depuis 2008, elle faisait partie du RTL Group.
Sa programmation est essentiellement axée sur le divertissement.
Le 5 janvier 2012, RTL Group annonce céder le contrôle de la chaîne à l'entrepreneur Dimitris Contominas, du fait de la crise économique et publicitaire en Grèce.